# SN 1996X
SN 1996X – supernowa typu Ia odkryta 18 kwietnia 1996 roku w galaktyce NGC 5061. Jej maksymalna jasność wynosiła 13,24m.